# Norwich City Football Club
O Norwich City Football Club (tradução literal: Clube de Futebol da Cidade de Norwich) é um clube de futebol localizado em Norwich, no Leste da Inglaterra. Atualmente disputa a EFL Championship, segunda divisão da Inglaterra.

## Estádio
Seu estádio é o Carrow Road, que foi construído em 1935, tem capacidade para 27.033 espectadores e está localizado as margens do rio Wensum.

## Títulos
- Copa da Liga Inglesa: 1962 e 1985
- Segunda Divisão: 1971-72, 1985-86, 2003-04, 2018-19 e 2020-21
- Terceira Divisão: 1933-34 e 2009-10

## Elenco atual
Última atualização: 06 de outubro de 2024.